# Arsenal do Kremlin

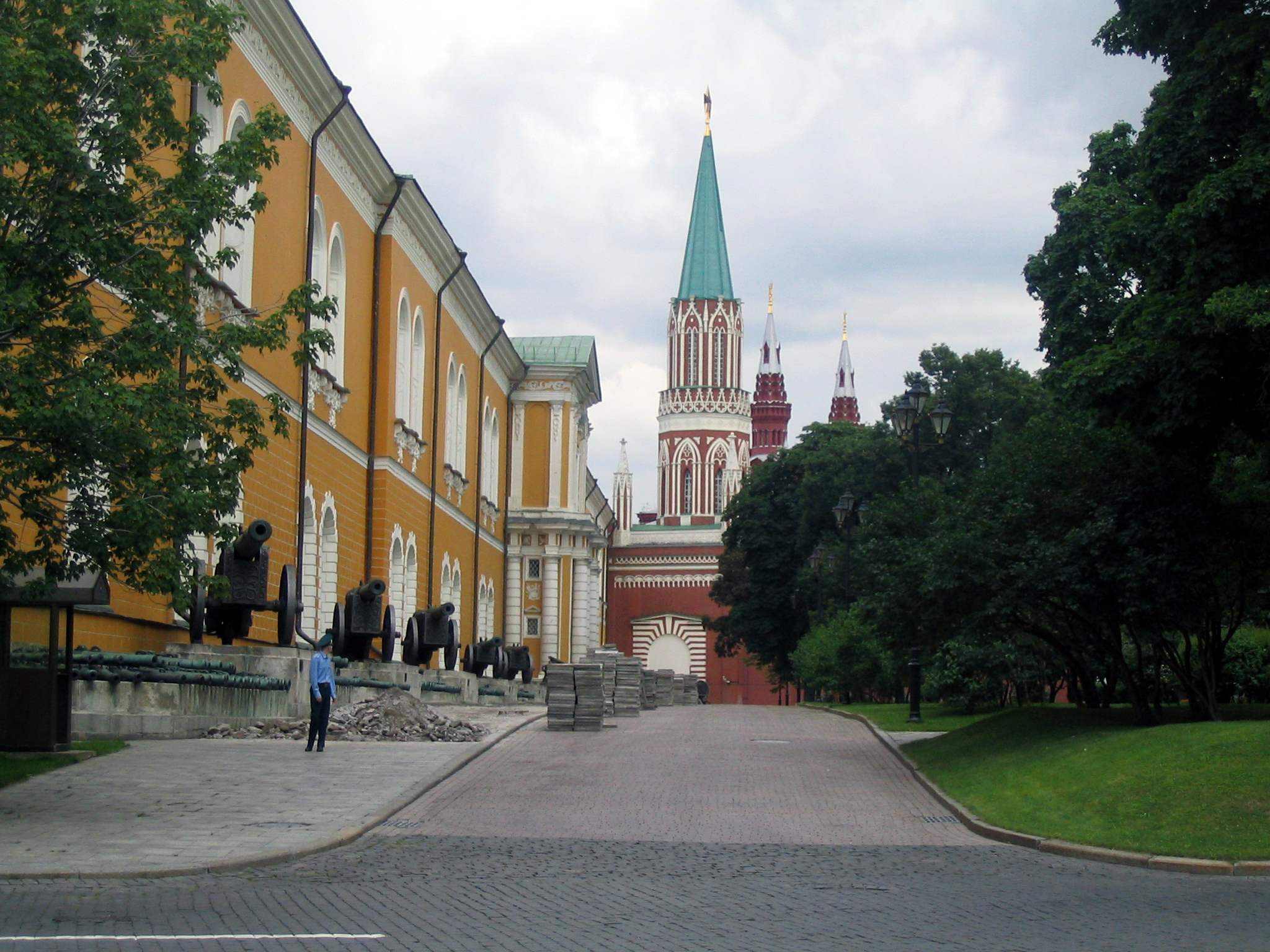
Arsenal do Kremlin

Arsenal do Kremlin é um edifício de Moscovo situado no território do Kremlin da capital russa, a parte mais antiga da cidade. Da atualmente residência ao Regimento do Kremlin, encarregado pela segurança do presidente da Rússia.